# Cala Maria
La Cala Maria és una petita platja natural del municipi de l'Ampolla (Baix Ebre), situada a la urbanització Cap Roig, al bell mig de pinars i penya-segats, entre la platja del Baconer, a ponent, i la Punta de Pinyana, a llevant, que la separa de la platja del Cap Roig. Té una longitud de 61 metres i una amplada mitjana de 23 metres, formada per sorra gruixuda, grava i còdols. No disposa de serveis, tret de neteja diària i papereres. S'hi accedeix a peu pel sender GR-92.
Està guardonada amb el distintiu 'Platges Verges' que atorga Ecologistes en Acció.